# Jorge Lemus
Jorge Daniel Lemus (Buenos Aires, 9 de junio de 1948) es un médico clínico sanitario, docente universitario y político argentino. Fue ministro de Salud de la Argentina (diciembre de 2015-noviembre de 2017) y Ministro de Salud de la Ciudad de Buenos Aires (2007-2012), en ambas ocasiones designado por Mauricio Macri.

## Trayectoria

### Formación y trayectoria académica
Recibido de la Universidad de Buenos Aires (UBA) Especialista en Medicina Preventiva y Social y en Clínica Médica. En diciembre de 2007 fue designado por Mauricio Macri como ministro de salud porteño, durante su segunda gestión la mortalidad infantil de la Ciudad de Buenos Aires, ha aumentado en la ciudad, desde 6,7 por cada mil niños nacidos en 2010, hasta 8,9 por mil en 2014, muy lejos de los Objetivos del milenio indicados por las Naciones Unidas para 2015, que los ubican debajo de 5,6 durante toda la gestión del PRO, desde 2007, la brecha de la mortalidad infantil entre el norte y el sur aumentó de un 64% al 84%. Un informe de la Auditoría General de la Ciudad (AGCBA) advirtió la falta de recursos humanos en distintas áreas no permite realizar las tareas de promoción ni cuidado adecuado de la salud de esta población.
Poco después de ser nombrado ministro en enero de 2008, apoyó el veto del Poder Ejecutivo a la ley porteña que creaba un laboratorio estatal de producción de medicamentos con el que se buscaba bajar el coste de producción de los mismos.
 decidió cerrar las instalaciones de un centro de zooterapia para chicos y chicas con discapacidad ubicado en Parque Roca, Lugano. Allí se le daba ayuda y contención a más de 500 niños desde 1993. En 2010 durante su gestióndejó vencer en un galpón más de 5 millones de pesos en medicamentos. En tanto el subsecretario del Ministerio de Salud porteño aseguró que “no es tan grave” que se hayan vencido medicamentos e insumos hospitalarios. Ese mismo año se encontrarían Miles de vacunas vencidas en otro galpón del gobierno porteño.

En 2010 se hizo conocido a nivel nacional cuando le salvó la vida al entonces Jefe de Gobierno Mauricio Macri cuando este se trago y asfixio con un bigote falso mientras cantaba un tema de Queen en su boda. Lemus en el último mes por el aumento de la tasa de mortalidad infantil durante 2011 y por el cierre de una sala de terapia infantil en el hospital Durand, varios legisladores porteños denunciaron que se daban turnos con demoras de hasta seis meses y sobre casos chicos que debían ser operados siendo atendidos en los pasillos. Publicó Salud Pública y Atención Primaria de Salud
Durante su gestión intento llevar adelante el cierre de los neuropsiquiátricos Borda y Moyano
que ha sido una de las principales instituciones dedicadas a la salud mental en la República Argentina, así como un importante centro de investigaciones en neurobiología, psicopatología.

### Ministro de Salud de la Ciudad de Buenos Aires (2007-2012)
Entre los años 2007 y 2012 fue ministro de Salud del Gobierno de la Ciudad Autónoma de Buenos Aires, y luego se desempeñó como presidente del Consejo Asesor de Salud de dicha cartera. En julio de 2011, la Defensoría del Pueblo de la Nación denunció la falta de gas, se sumaba un elevado número de ventanas y vidrios rotos, la falta de provisión de mantas y frazadas, la falta de agua caliente para por lo menos 600 pacientes afectados, en el Hospital de Salud Mental Borda dependiente del gobierno de la ciudad de Buenos Aires, dicha situación se extendería durante dos años.

Argentina atravesó a principios de 2016 la epidemia de dengue más grande de su historia, con 41.207 casos confirmados. las proporciones de la epidemía se habrían debido a la parálisis de programas de abordaje territorial desde principios de 2016, frenando campañas de prevención y descacharrización, así como el desmantelamiento de la Dirección de Enfermedades Transmisibles por Vectores, estas dos políticas contribuyeron a provocar una de las peores epidemias de dengue en la historia. El primer año de la gestión Lemus también estuvo atravesado por la peor epidemia de gripe desde la pandemia producida por el virus de la gripe H1N1 del año 2009. Fueron notificados 900.000 casos de gripe en todo el territorio argentino y se habían registrado 283 fallecidos. En enero de 2014 se redujo un 45% el personal y que se redujeron sueldos por una resolución del Gobierno porteño y el titular del organismo, Alberto Crescenti. La Defensoría General de la Ciudad, relevó que durante la gestión Lemus casos donde las ambulancias del gobierno porteño se negaron a ingresar a los barrios de emergencia. En seis oportunidades los vecinos terminaron perdiendo la vida. Lemus fue denunciado por abandono de persona, por el mismo delito a al director del SAME, Alberto Crescenti, a Lemus y a Mauricio Macri.
Durante su gestión, la mortalidad infantil en la ciudad de Buenos Aires aumentó desde 6,7 por cada mil niños nacidos en 2010, hasta 8,9 por mil en 2013. La mortalidad venía en bajada desde 2004 hasta que la tendencia se revirtió. Desde 2007, la brecha de la mortalidad infantil entre el norte y el sur de la Ciudad aumentó de un 64% al 84%. Un informe de la Auditoría General de la Ciudad cuestionó la falta de recursos humanos en distintas áreas que no permite realizar las tareas de promoción ni cuidado adecuado de la salud de la población. Mientras fue ministro de la ciudad Lemus llegó a acumular cuatro trabajos paralelos al de ministro. En su paso por la Ciudad otorgó privilegios a estudiantes de universidades privadas para cupos de prácticas en hospitales públicos; desactivó el Programa de Atención Comunitaria para Niños, Niñas y Adolescentes con Trastornos Mentales Severos (PAC) y aplicó un sistema de compras y contrataciones que pagaba sobreprecios, como él mismo reconoció ante una Comisión de la Legislatura Porteña.
Tras una revelación periodística de Página/12, donde se dejó al descubierto que Lemus cobraba 16 mil pesos por un cargo de director en una mutual, incompatible con su trabajo como Ministro junto a otros cinco cargos públicos en simultáneo por los cuales cobraba, la oposición pidió que Lemus renuncie. Los legisladores opositores presentarán un proyecto en el que aludían también al fuerte incremento de la mortalidad infantil y exigían la separación del ministro de Salud macrista. La acción judicial contra Lemus incluyó una denuncia penal ante la Cámara Nacional de Apelaciones en lo Criminal y Correccional por incumplimiento de los deberes de funcionario público y desobediencia reiterada, y una orden de bloqueo de todas las cuentas bancarias.

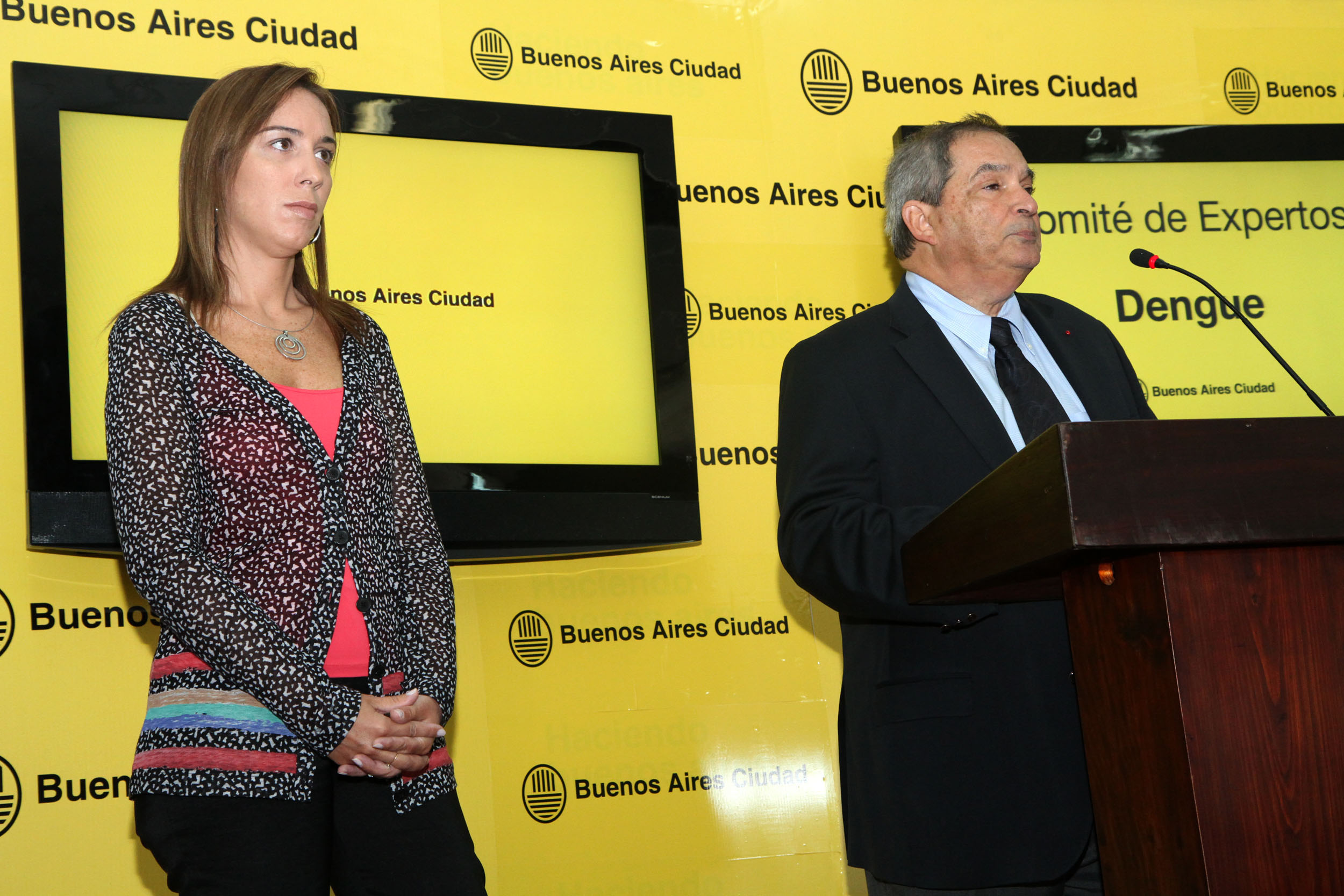
Jorge Lemus junto a la vicejefa de gobierno porteño, María E. Vidal.

### Ministro de Salud de la Nación (2015-2017)
En diciembre de 2015 es nombrado por  Macri ministro de Salud nacional.
Desde 2012 se denuncia la muerte de recién nacidos dentro de la maternidad. Elsa Andina, a cargo del hospital, declaró en una causa por mala praxis y confesó que "después de las 14 horas" no hay "médicos de piso" y que realizó el reclamo pertinente a las autoridades de la ciudad "reiteradas veces". Años después también se denunciaría el mal estado edilicio de la maternidad y la falta de recursos.
A fines de 2014 el gobierno de la ciudad demolió la unidad de terapia intensiva de adultos que tenía capacidad para siete camas, trasladando el servicio a la antesala del quirófano con sólo dos camas disponibles, además  ese año el hospital perdió una sala de internación de 12 camas, otras cuatro camas de la unidad de observaciones el área de recuperación anestésica. El abandono de una obra de remodelación dejó inoperativos a varios servicios fundamentales.
Cuando asumió Jorge Lemus designó a Cecilia Loccisano, la esposa del ministro de Trabajo Jorge Triaca, en la Unidad de Financiamiento Internacional de Salud (UFIS), donde tuvo "superpoderes" en ya que manejó la administración, recursos humanos, compras y presupuesto del Ministerio. Fue la responsable de los problemas con el stock los medicamentos para pacientes con VIH. Una de sus principales medidas, fue discontinuar el programa Remediar, el cual realizaba una compra anual de medicamentos para todo el país con financiamiento y con las normas de compra del Banco Interamericano de Desarrollo (BID).
Durante la gestión de Lemus se registraron además demoras en la compra de insecticidas y reactivos para enfrentar el dengue, que condujo a la epidemia de dengue de 2016 en Argentina siendo el peor brote de la historia del país llegando a superar los 70 mil casos. El primer año de la gestión Lemus también estuvo atravesado por la peor epidemia de gripe desde la pandemia producida por el virus de la gripe H1N1 del año 2009. Fueron notificados 900.000 casos de gripe en todo el territorio argentino y se habían registrado 283 fallecidos.
En febrero de 2016, desde el centro de salud Néstor Kirchner-el Cruce denunciaron que Lemus nombró a su esposa dentro del directorio para que sea "la comisaría política" dentro del hospital, en el medio de una ola de despidos de profesionales de la salud. También se produjo el cierre de programas como Argentina Sonríe y Qunita, los tratamientos de fertilidad distribuidos fueron los adquiridos por la gestión anterior durante el año 2015, no se realizaron compras de este tipo de tratamientos en el 2016, junto con una parálisis de la gestión en materia de salud sexual que desabasteció de profilácticos a todo el sistema público de salud del país.
En 2016 el Ministerio de Salud subejecutó su presupuesto en un 50 por ciento provocando una merma en el stockeo de insumos y medicamentos genéricos que asisten a enfermos de tuberculosis, cáncer, HIV, etcétera. La falta de medicamentos e insumos obligó en diferentes hospitales suspender operaciones por no contar con anestesistas, pero la situación es generalizada en todo el país, principalmente en la provincia de Buenos Aires.[cita requerida] La ONG Buena Vida denunció que durante 2016 el Ministerio no enviaba a los hospitales del país reactivos para genotipos y cargas virales, indispensables para conocer el estado de la infección por hepatitis C, dejando a cientos de pacientes sin medicamentos y existían además, una donación de mil tratamientos por parte de la Fundación de Lionel Messi que no fue distribuida a los hospitales.
En el año 2016 Argentina tenía un 2,7 del presupuesto nacional para salud y en 2017 fue de dos puntos. En el caso de Médicos Comunitarios el presupuesto de 2017 tuvo una reducción del 38,3%; en el programa Incluir Salud, asistencia a beneficiarios de pensiones no contributivas, hubo 132.905 menos sujetos alcanzados; en el caso del exRemediar, el ajuste será de un 19,3 por ciento del presupuesto, una reducción de 14% en los programas de atención sanitaria en territorios a expensas de 73% de controles menos y 50% menos de vacunas; ajuste del 9% del presupuesto para la lucha contra el Chagas y otras; recorte del 57% para el Instituto Nacional de Medicina Tropical.
Entre fines de 2016 y enero de  2017 más de siete funcionarios dejaron sus áreas: Carlos Falistocco (Lucha contra el SIDA), Daniel Bosich (Coordinación Administrativa), Marina Kosacoff (Prevención), Sebastián Laspiur (Promoción de Salud y Control de Enfermedades no transmisibles), Héctor Coto (Enfermedades Transmisibles por Vectores) y Carla Vizzotti (Enfermedades Inmunoprevenibles).
Durante su gestión nacional después de ocho años continuos de reducción, la tasa de mortalidad infantil dejó de bajar en la Argentina y subió en 10 jurisdicciones de las 24, entre ellas la ciudad de Buenos Aires, donde fallecieron 36 bebes más que el año anterior, en la provincia de Buenos Aires y Jujuy, entre otras.
El 30 de octubre de 2017, luego de las elecciones legislativas, Mauricio Macri le pidió la renuncia, que fue aceptada. Tras ello en marzo de 2018 la prensa divulgó que Lemus seguía siendo parte del Ministerio aunque con oficina en otro edificio y conduciría la Unidad G20 Salud. En 2020 la Oficina Anticorrupción denunció a Lemus junto a su sucesor Rubinstein y a la mministra de Desarrollo Social Carolina Stanley,
tras el hallazgo de cientos de miles de vacunas vencidas durante la gestión macrista, tras descubrirse 600 mil dosis en la Aduana Nacional.
En 2017 sería denunciado junto a Raúl Alejandro Luis Ramos, quien fue acusado de proteger a la cadena Farmacity, la empresa que propiedad del vicejefe de Gabinete, Mario Quintana uno de los colaboradores más cercanos a Marcos Peña y a Mauricio Macri,amparó a Farmacity e incurrió en los delitos de abuso de autoridad y violación e incumplimiento de los deberes de funcionario público.

## Premios
Le han sido otorgados el Premio Konex de Platino en Salud Pública para el decenio 2003-12. En 2011 fue ordenado con la Medalla de la Hispanidad, Najera (2000).

## Denuncias judiciales
Daniel Igolnicov, abogado defensor de los derechos de los niños solicitó a la Justicia federal que embargue los bienes de Jorge Lemus, en una investigación por presunta compra de medicamentos con sobreprecios. Durante su gestión en la ciudad Lemus reconoció en la Legislatura porteña, la contratación de la firma Droguería Progen S.A. suponía el pago de sobreprecios. "En reunión de presupuesto, el ministro reconoció que Progen entregaba los medicamentos en cajas de papas fritas y a valores más caros que los de venta en farmacias", recordó el ex legislador Jorge Selser.